# Carlo Benvenuti
Pour les articles homonymes, voir Benvenuti.
Carlo Benvenuti, né le 8 février 1716 à Livourne et mort le 12 décembre 1789 à Varsovie, est un jésuite, physicien et mathématicien italien. Il est particulièrement connu pour son soutien des idées d'Isaac Newton, à la suite de Boscovich.

## Biographie
Carlo Benvenuti nait à Livourne le 8 février 1716. Il entre au noviciat dès l’âge de seize ans, le 14 novembre 1737, mais c'est seulement dix-huit ans après, c’est-à-dire en 1750, qu'il prononce les quatre vœux prescrits par les statuts de l’ordre. Benvenuti est l’un des premiers étudiants du jésuite Boscovich lorsque celui enseigne les mathématiques entre 1740 et 1750 au Collège romain. Il publie dès 1743 une oraison funèbre de Louis Ancajani, évêque de Spolète et un oratorio, pour être mis en musique, intitulé : Cristo presentato al Tempio.
Après avoir d'abord enseigné la philosophie à Fermo, Benvenuti est choisi pour remplacer Boscovich en 1750-1751 lorsque celui doit quitter Rome pour effectuer des opérations relatives à la grande carte chorographique des États pontificaux, qu’il publia quelques années après. Au retour de Boscovich, Benvenuti continue à enseigner au Collège romain, la physique cette fois. Mais il publie en 1751 une traduction en italien de la Géométrie d'Alexis Claude Clairaut, parue en français dix ans auparavant, et il édite, avec une préface, des œuvres mathématiques de Boscovich en 1752.
En 1754, Benvenuti se retrouve au cœur d'une polémique. Entre août et septembre de cette année, plusieurs de ses étudiants défendent des thèses en accord avec la physique de Boscovich, et qui sont considérées par certains jésuites contraires à la Ratio studiorum, le programme officiel des études du Collège romain. Le général des jésuites, Ignacio Visconti, veut alors que Benvenuti abandonne sa chaire et même Rome, mais, soutenu par Boscovich et, par son intermédiaire, par le pape Benoît XIV, Benvenuti n'est pas renvoyé, mais doit simplement accepter de changer son enseignement pour la chaire de liturgie,. 
Il publie cette même année deux ouvrages, d'après les thèses de ses élèves : Synopsis physicæ generalis, qui suit les principes du newtonianisme, et  De lumine dissertatio physica, là encore selon les principes de Newton sur la lumière. Selon Mazzuchelli, qui dit tenir ce fait de Zaccaria (qui en avait été témoin), une partie de ce deuxième écrit serait de Boscovich lui-même, Benvenuti étant souffrant au moment de l'impression.
Le 16 décembre 1755, Benvenuti fait un rapport sur l'Encyclopédie de Diderot et d'Alembert pour la congrégation, qui est en train de préparer l'Index des livres interdits  pour les années 1754-1757. Il a été suggéré que l'activité de Benvenuti en 1754-1755 a contribué à éliminer de l'Index les ouvrages contenant des assertions en faveur du mouvement de la Terre,.
Après la suppression de la Compagnie de Jésus, paraît contre la Compagnie, à Rome, en 1772, un écrit intitulé : Riflessioni sul Gesuitismo : Benvenuti y fait une réponse sous ce titre : Irriflessioni sul Gesuitismo. Il doit alors quitter Rome, et se retire en Pologne, où il est accueilli, à Varsovie, par le roi Stanisław Poniatowski. Il avait déjà obtenu, depuis quelques années, le titre de théologien de ce roi. Il meurt quelques années plus tard à Varsovie.